# Viti Levu
Viti Levu, toponyme tongien signifiant littéralement en français « grande Viti », est la plus grande des îles des Fidji (dont le nom est la prononciation tongienne du mot viti). Elle concentre environ 75 % de la population sur une superficie de 10 388 km2, soit l'équivalent de la taille du Liban, et mesure 146 kilomètres d'est en ouest et 106 kilomètres du nord au sud. C'est par sa taille la troisième île de l'océan Pacifique après l'île d'Hawaï et Grande Terre (Nouvelle-Calédonie).

## Géographie
Sur le plan géo-climatique, l'île se divise en trois :
- la côte au vent à l'est où se situe la capitale. Il y règne un climat particulièrement humide du fait de son exposition aux vents dominants (les alizés) ;
- la côte sous le vent quant à elle plus sèche et ensoleillée. S'y trouvent l'aéroport international et la seconde ville du pays, Nadi, à trois heures de routes de Suva (par la côte Sud). C'est sur cette côte que se situent la plupart des champs de canne à sucre, ressource essentielle de l'économie fidjienne. Elle est également la base de départ vers les îles de l’archipel de Yasawa qui concentrent les principales infrastructures touristiques ;
- le centre de Viti Levu, plus montagneux, culmine à 1 324 m d'altitude (mont Tomanivi). Isolé et d'accès plus difficile, les routes n'y sont que rarement goudronnées et peu praticables durant la saison des pluies. Le mode de vie y est plus traditionnel, le cheval restant le moyen de transport le plus usité.

## Démographie

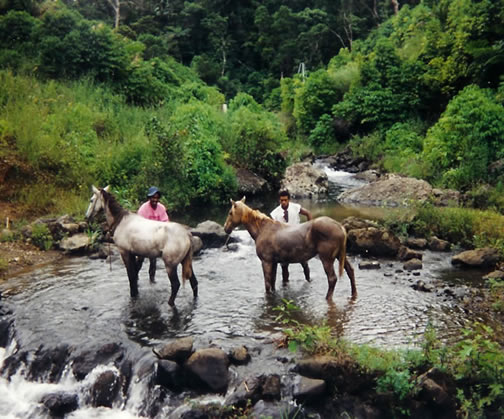
Tribu de Bukuya (centre de Viti Levu).

L'île regroupe les principaux centres urbains de l'archipel avec en suivant la côte depuis la capitale Suva dans le sens des aiguilles d'une montre : Sigatoka ; Nadi ; Lautoka ; Tavua et Nausori.